# Władysław Rębielak
Władysław Rębielak (ur. 26 września 1899 w Zwierzyńcu, zm. 17 kwietnia 1970 w Przystajni) – ułan kawalerii Wojska Polskiego. Uczestnik wojny polsko-bolszewickiej, kawaler Orderu Virtuti Militari.

## Życiorys
Urodził się w rodzinie Jana i Klary z d. Kluba. Absolwent szkoły ludowej. Od 10 maja 1919 ochotnik w 9 pułku ułanów, żołnierz 2 szwadronu kawalerii w którym następnie walczył podczas wojny polsko-bolszewickiej.
„Szczególnie odznaczył się 19 VIII 1920 pod Żółtańcami k. Lwowa: pomimo ciężkiej rany, zainicjował szarżę w wyniku której zdobyto działo przeciwnika dotkliwie ostrzeliwujące polskie szeregi. /.../ Do końca działań wojennych przebywał w szpitalu.”. Za tę postawę otrzymał Order Virtuti Militari V klasy.
Zwolniony z wojska w 1921. Pracował następnie od 1924 jako gajowy w Nadleśnictwie Panki. Podczas okupacji współpracował z oddziałami partyzanckimi. Od 1967 na emeryturze.
Zmarł w Przystajni i tam został pochowany.

## Życie prywatne
Żonaty od 1924 z Marianną z d. Grzyb, z którą miał siedmioro dzieci: Stanisławę (ur. 1925), Eugeniusza (ur. 1926), Adolfa (ur. 1928), Stanisława (ur. 1930), Halinę (ur. 1932), Gustawę (ur. 1934), Wandę (ur. 1940)

## Ordery i odznaczenia
- Krzyż Srebrny Orderu Wojskowego Virtuti Militari nr 3828 (1921)[1][3][4]
- Krzyż Niepodległości[1]